# داسو بالزاک-وی
داسو بالزاک-وی (فرانسوی: Dassault Balzac V‎) یک هواپیمای آزمایشی عمود  پرواز ساخت فرانسه در اوایل ۱۹۶۰ میلادی بود که توسط شرکت هوانوردی داسو از یک نمونه اولیه هواپیما میراژIII برای آزمایش پیکربندی برای میراژIII-V( میراژ ۳ عمودپرواز)  ساخته شده است.تنها نمونهء این هواپیما طی دومین آزمایش پرواز دچار حادثه شد و به شدت آسیب دید و هیچگاه تعمیر نشد .

## مشخصات
- خدمه: ۱
- طول: ۱۳/۱ متر
- پهنای بال: ۷/۳ متر
- ارتفاع:۴/۶ متر
- مساحت بال:۲۷/۲ متر
- وزن خالی:۶،۱۲۴ کیلوگرم
- وزن بارگذاری شده:۷۰۰۰ کیلوگرم
- پیشرانه: ۱ X موتور مدل : Bristol Siddeley Orpheus توربوجت فشار : ۲۱.۵۷ کیلونیوتن
- پیشرانه(عمودی): ۸ X موتور مدل : Rolls-Royce RB108-1A توربوجت بالابر فشار : ۹.۶ کیلونیوتن هرکدام[۱]

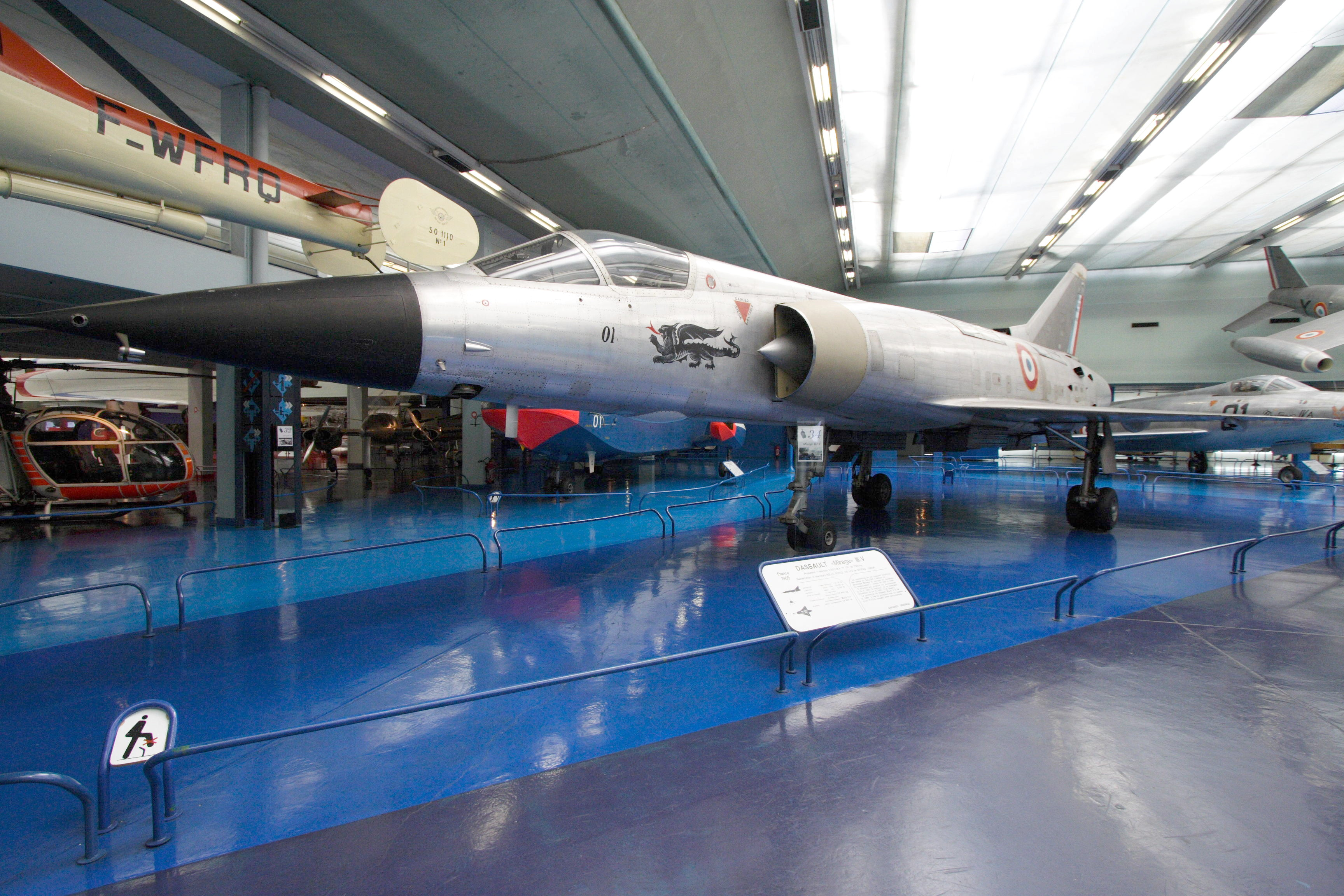
میراژIII-V موزه هوایی لابورژه فرانسه

## عملکرد
- بیشینه سرعت:۱،۱۰۴ کیلومتر بر ساعت
- بارگیری بال:۲۵۷/۳ کیلوگرم بر مترمربع
- نسبت فشار به وزن:۱/۱۲ به ۱در پرواز عمودی
- پایداری:۱۵ دقیقه